# Landkreis Neuwied
Landkreis Neuwied er en landkreis i delstaten Rheinland-Pfalz i Tyskland. Administrationsby er byen   Neuwied.  
Kreisen ligger i landskabet Westerwald i den nordlige del af Rheinland-Pfalz og strækker sig fra  Koblenz i syd til delstatsgrænsen til  Nordrhein-Westfalen mod nord.

## Byer og kommuner
Kreisen havde 181941  indbyggere pr.  2018-12-31

I kommunen ligger administrationsbyen og syv forbundskommuner (Verbandsgemeinden) med 61 kommuner.
| Ortsgemeinde                   | Einwohner           |
| verbandsfreie Stadt            | verbandsfreie Stadt |
| ------------------------------ | ------------------- |
| Neuwied, administrationsby     | 64574               |
| Verbandsgemeinde Asbach        |                     |
| Asbach *                       | 7295                |
| Buchholz (Westerwald)          | 4482                |
| Neustadt (Wied)                | 6331                |
| Windhagen                      | 4220                |
| Verbandsgemeinde Bad Hönningen |                     |
| Bad Hönningen, Stadt *         | 5920                |
| Hammerstein                    | 328                 |
| Leutesdorf                     | 1720                |
| Rheinbrohl                     | 3943                |
| Verbandsgemeinde Dierdorf      |                     |
| Dierdorf, Stadt *              | 5700                |
| Großmaischeid                  | 2311                |
| Isenburg                       | 602                 |
| Kleinmaischeid                 | 1333                |
| Marienhausen                   | 499                 |
| Stebach                        | 355                 |
| Verbandsgemeinde Linz am Rhein |                     |
| Dattenberg                     | 1490                |
| Kasbach-Ohlenberg              | 1381                |
| Leubsdorf                      | 1562                |
| Linz am Rhein, Stadt *         | 6200                |
| Ockenfels                      | 1041                |
| Sankt Katharinen               | 3356                |
| Vettelschoß                    | 3579                |
| Verbandsgemeinde Puderbach     |                     |
| Dernbach                       | 1022                |
| Döttesfeld                     | 648                 |
| Dürrholz                       | 1292                |
| Hanroth                        | 639                 |
| Harschbach                     | 403                 |
| Linkenbach                     | 475                 |
| Niederhofen                    | 436                 |
| Niederwambach                  | 449                 |
| Oberdreis                      | 852                 |
| Puderbach *                    | 2389                |
| Ratzert                        | 229                 |
| Raubach                        | 1947                |
| Rodenbach bei Puderbach        | 654                 |
| Steimel                        | 1250                |
| Urbach                         | 1504                |
| Woldert                        | 599                 |

| Ortsgemeinde                             | Einwohner                                |
| Verbandsgemeinde Rengsdorf-Waldbreitbach | Verbandsgemeinde Rengsdorf-Waldbreitbach |
| ---------------------------------------- | ---------------------------------------- |
| Anhausen                                 | 1349                                     |
| Bonefeld                                 | 983                                      |
| Breitscheid                              | 2157                                     |
| Datzeroth                                | 245                                      |
| Ehlscheid                                | 1480                                     |
| Hardert                                  | 846                                      |
| Hausen (Wied)                            | 1891                                     |
| Hümmerich                                | 762                                      |
| Kurtscheid                               | 940                                      |
| Meinborn                                 | 506                                      |
| Melsbach                                 | 2013                                     |
| Niederbreitbach                          | 1571                                     |
| Oberhonnefeld-Gierend                    | 1054                                     |
| Oberraden                                | 659                                      |
| Rengsdorf *                              | 2747                                     |
| Roßbach                                  | 1441                                     |
| Rüscheid                                 | 802                                      |
| Straßenhaus                              | 1898                                     |
| Thalhausen                               | 726                                      |
| Waldbreitbach                            | 1838                                     |
| Verbandsgemeinde Unkel                   |                                          |
| Bruchhausen                              | 962                                      |
| Erpel                                    | 2534                                     |
| Rheinbreitbach                           | 4506                                     |
| Unkel, Stadt *                           | 5021                                     |